# Белых, Михаил Аркадьевич
Михаи́л Арка́дьевич Белы́х (укр. Михайло Аркадійович Бєлих; 23 декабря 1958, Красный Луч, Луганская область, СССР — 29 июля 1997, Градижск, Полтавская область, Украина) — советский футболист и украинский тренер. Погиб в автокатастрофе.

## Игровая карьера
В футбол начинал играть в дубле ворошиловградской «Зари». С 1981 года играл в составе стахановского «Стахановца» во второй союзной лиге. В 1986 году «Стахановец» потерял место среди команд мастеров, и Белых перешёл в николаевский «Судостроитель». Через год вернулся в Стаханов, а затем год провёл в кременчугском «Кремне».
В 1990 году Михаил Белых стал игроком мини-футбольного клуба «Синтез». В том же году кременчугская команда принял участие в первом чемпионате по мини-футболу под эгидой Ассоциации мини-футбола СССР. «Синтез» под руководством тренера Ивана Шепеленко набрала 23 очка и занял третье место. Михаил Белых в числе игроков команды получил медаль и диплом Федерации футбола СССР.
15 сентября 1990 года в рамках турнира был проведён показательный матч сборной ветеранов футбола России против сборной СССР по мини-футболу, составленной из игроков команд-участниц чемпионата. В этом матче приняли участие четверо игроков «Синтеза», среди которых и Михаил Белых. Игра завершилась со счётом 9:2 в пользу футзалистов.
После распада СССР, правопреемником «Синтеза» стал ММФК «КрАЗ», а затем «Политехник». Команда неизменно выступала в высшей лиге чемпионата Украины. В 1996 году Кременчуг представляли в высшем дивизионе помимо «КрАЗ/Политехника» представлял «Водеяр». В составе этой команды Белых сыграл 21 матч в чемпионате Украины.

## Тренерская карьера
После завершения игровой карьеры Михаил Белых возглавил кременчугский «Нефтехимик», президентом которого был бывший тренер «Синтеза» Иван Шепеленко. За несколько сезонов под его руководством «Нефтехимик» прошёл путь от любительского клуба до команды первой лиги. В первой лиге кременчугская команда являлась крепким середняком, и даже делегировала четыре человека на Универсиаду—1995 в Японию, где сборная Украины заняла 4-е место.
Летом 1996 года «Нефтехимик», финишировавший в предыдущем сезоне на безопасном 15-м месте из 22-х участников, был расформирован. Молодой тренер команды Михаил Белых получил приглашение заменить на посту главного тренера «Кремня» Валерия Яремченко. Под руководством Белых «Кремень» в сезоне 1996/1997 занял предпоследнее место в высшей лиге и понизился в классе.

## Смерть
Михаил Белых погиб в автокатастрофе 29 июля 1997 года, за день до старта чемпионата украинской первой лиги. Около полуночи на трассе Киев — Кременчуг автомобиль тренера столкнулся с гружённой досками телегой. В машине кроме Белых находились вице-президент клуба Пётр Скрыльник и два футболиста-новобранца. Для 38-летнего наставника «Кремня» столкновение оказалось смертельным, его попутчики выжили.

## Память
В память о погибшем футболисте и тренере в Кременчуге разыгрывается «Кубок Михаила Белых».